# عمة تشارلي
عمة تشارلي (بالإنجليزية: Charley's Aunt)‏ هي مهزلة في ثلاثة فصول كتبها براندون توماس. تدور القصة حول اللورد فانكورت بابيرلي، وهو طالب جامعي أقنعه أصدقاؤه جاك وتشارلي بانتحال شخصية عمة الأخير. تشمل تعقيدات الحبكة وصول العمة الحقيقية ومحاولات صائد ثروة مسن لجذب العمة الزائفة لللاستيلاء على ثروتها. تنتهي المسرحية بثلاثة أزواج من العشاق الصغار متحدين مع زوج أكبر سناً - عمة تشارلي الحقيقية ووالد جاك الأرمل.
عُرضت المسرحية لأول مرة في المسرح الملكي، بوري سانت إدموندز في فبراير 1892. ثم افتتحت في لندن في مسرح رويالتي في 21 ديسمبر 1892 وانتقلت بسرعة إلى مسرح جلوب الأكبر في 30 يناير 1893. حطم الإنتاج الرقم القياسي التاريخي لأطول مسرحية تعرض في جميع أنحاء العالم، حيث شاركت في 1466 عرضًا. أنتج المسرحية الممثل ويليام سيدني بينلي، صديق توماس الذي ظهر في دور باببرلي.
كانت المسرحية ناجحة أيضًا في مسرح برودواي في عام 1893، وفي باريس، حيث كانت لها فترات عرض طويلة أخرى. تجولت دوليًا وتم إحياؤها باستمرار وتكييفها للأفلام والمسرحيات الموسيقية.

## قصة المسرحية

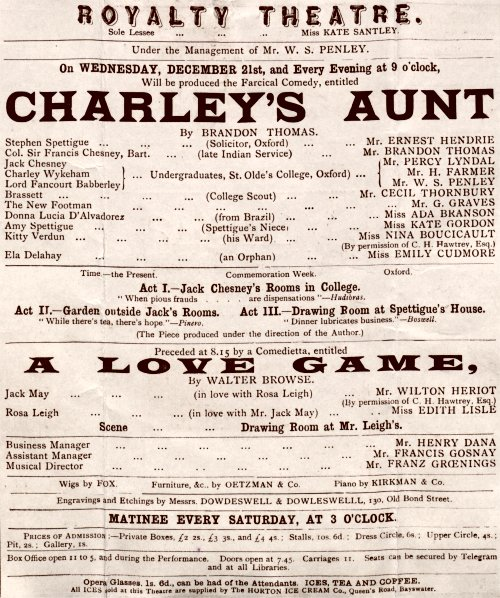
برنامج عرض لندن الأصلي

### الفصل الأول
جاك تشيسني وتشارلي ويكهام طالبان جامعيان في جامعة أكسفورد في حالة حب، مع كيتي فيردان وإيمي سبيتيج. يتلقى تشارلي كلمة تفيد بأن عمته، دونا لوسيا دالفادوريز، وهي أرملة غنية من البرازيل لم يلتق بها من قبل قط، ستأتي لزيارته. يدعو الشابان إيمي وكيتي لتناول الغداء لمقابلتها، ويعتزمون أيضًا إعلان حبهم للفتيات، اللائي يتم إرسالهما بعيدًا إلى اسكتلندا مع عم إيمي، ستيفن سبيتيج، وهو أيضًا وصي كيتي. يبحث الشابان عن طالب جامعي آخر في جامعة أكسفورد، وهو اللورد فانكورت بابيرلي (المعروف باسم «بابس»)، لإلهاء دونا لوسيا بينما يداعبون فتياتهم. أثناء خروجهم، اقتحم بابس غرفة جاك لسرقة كل ما لديه من شمبانيا، لكن جاك وتشارلي اعترضوه وأقنعوه بالبقاء لتناول طعام الغداء. يخبر بابس الأولاد عن حبه لابنة ضابط إنجليزي يدعى ديلاهاي، التقى به في مونت كارلو، رغم أنه لا يتذكر اسمها. يستخدم بابس أيضًا غرفة جاك لتجربة زيه في مسرحية هواة يشارك فيها.
تصل إيمي وكيتي لمقابلة جاك وتشارلي، لكن دونا لوسيا لم تصل بعد، لذا تغادر الفتيات للذهاب للتسوق حتى تأتي. يأمر جاك تشارلي بالذهاب إلى محطة السكة الحديد لانتظار دونا لوسيا. سرعان ما تلقى جاك زيارة غير متوقعة من والده السير فرانسيس تشيسني، وهو كولونيل متقاعد خدم في الهند. يكشف السير فرانسيس أنه ورث ديونًا قضت على ثروات العائلة؛ بدلاً من الدخول في السياسة كما كان ينوي، سيتعين على جاك قبول منصب في البنغال. يشعر جاك بالرعب فيقترح أن يتزوج السير فرانسيس من دونا لوسيا، وهي أرملة ومليونيرة، من أجل تصفية ديون الأسرة. يتردد السير فرانسيس لكنه يوافق على مقابلة دونا لوسيا قبل أن يتخذ قرارًا.

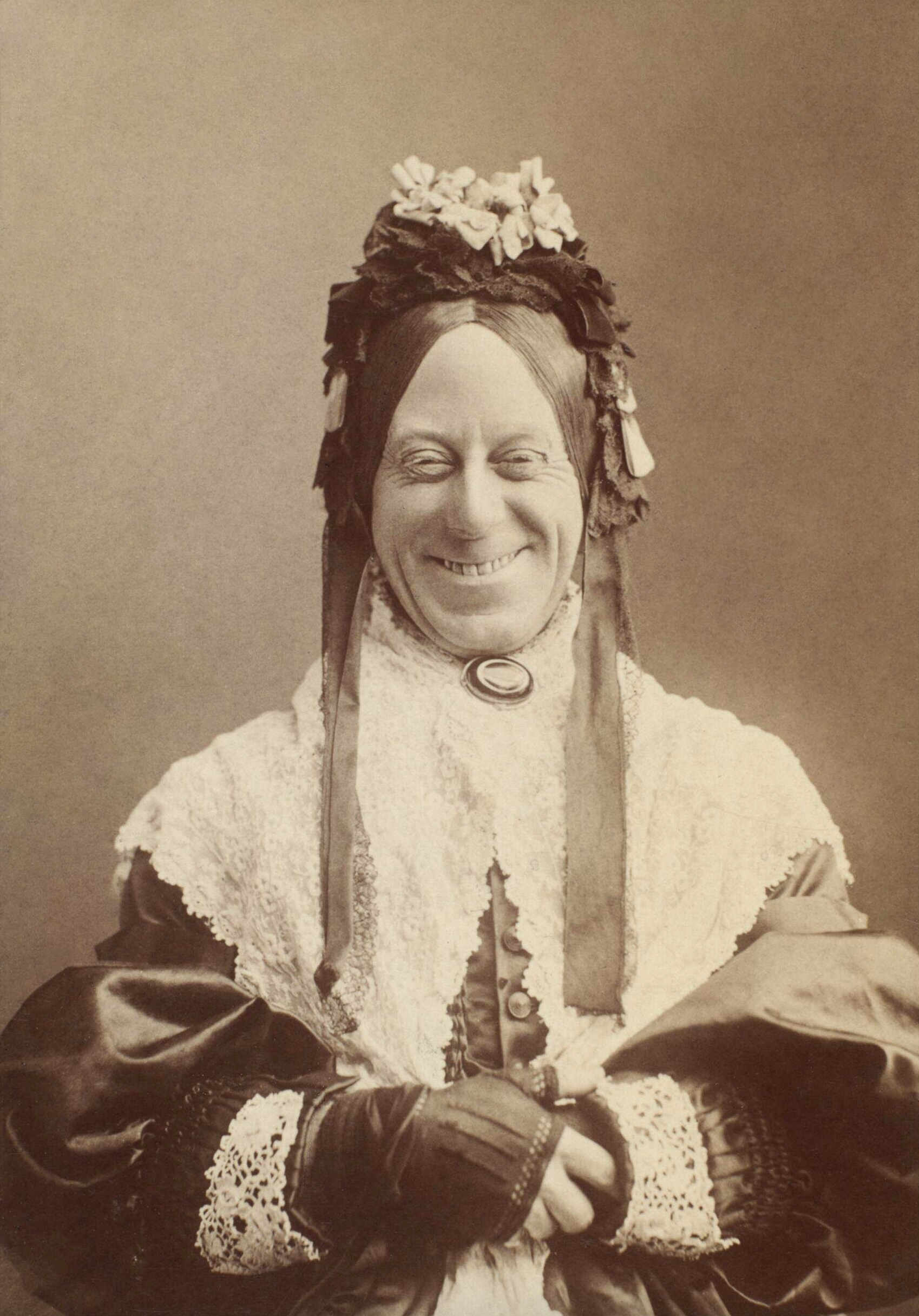
بينلي في دور عمة تشارلي

يتلقى تشارلي برقية تفيد بأن دونا لوسيا لن تصل قبل بضعة أيام. يصاب الأولاد بالذعر: فالفتيات قادمون ولن يبقوا بدون وجود العمة. لحسن الحظ، كان زي بابس هو زي سيدة عجوز. يقدم جاك وتشارلي بابس باعتباره عمة تشارلي. مظهره الغريب وصوته غير المتغير (لم يتصرف من قبل) لا يثيران أي شكوك. ينزعج الشابان من تلقي بابس القبلات من إيمي وكيتي. يرد الشباب على مغازلاته بعنف.
سرعان ما يصل السير فرانسيس للقاء دونا لوسيا. يلقي نظرة واحدة عليها ويحاول المغادرة، لكن جاك أعاده. يصل سبيتيج، غاضبًا من أن كيتي وإيمي يتناولون الغداء مع الشابان دون إذنه. لكن سبيتيج المفلس سرعان ما علم أن عمة تشارلي هي دونا لوسيا دالفادوريز، المليونيرة الشهيرة. فيقرر البقاء لتناول طعام الغداء في محاولة لجذب انتباه «دونا لوسيا».

### الفصل الثاني
خارج غرف جاك، في أراضي كلية سانت أولاف، يحاول الشابان محاثة البنات بمفردهن لكي يعترفوا لهن بحبهم. ومع ذلك، ومع ذلك لا يستطيعوا فعل ذلك بسبب وجود بابس بشخصية دونا لوسيا. يقرر والد جاك، السير فرانسيس، أن يقترح الزواج من دونا لوسيا، من أجل مالها فقط. يأمر جاك بابس سريعا أن يخذل والده بشكل لطيف. يقوم بابس بذلك، وهو ما يجه السير فرانسيس أنه مصدر ارتياح له. لا زال سبيتيج يريد الزواج من «دونا لوسيا» من أجل أموالها.
في هذه الأثناء، تصل دونا لوسيا الحقيقية، التي اتضح أنها امرأة جذابة في منتصف العمر، مع ابنة أختها بالتبني، الآنسة إيلا ديلاهاي اليتيمة. الأموال التي تركها والدها لإيلا كافية لجعلها مستقلة مدى الحياة. تكشف إيلا أن والدها قد ربح الكثير من الأموال في بطاقات من فانكورت بابيرلي، والتي لا تزال إيلا تحمل الكثير من المودة تجاهها. تروي دونا لوسيا قصة كولونيل يُدعى فرانك التقت به ذات مرة منذ أكثر من عشرين عامًا، وكانت مولعة به أيضًا. ومع ذلك، فقد كان خجولًا جدًا لدرجة أنه لم يطلب الزواج، وغادر إلى الهند قبل أن يخبرها بما يشعر به. يدخل السير فرانسيس، وتتعرف عليه دونا لوسيا، ويجدد الاثنان عاطفتهما. ومع ذلك، قبل أن تقدم نفسها، تكتشف أن شخصًا ما ينتحل شخصيتها. فأخفت شخصيتها الحقيقية للتحقق من الأمر، وقدمت نفسها على أنها «السيدة بيفرلي سميث»، أرملة مفلسة.
يصرح جاك وتشارلي أخيرًا عن حبهما للفتاتان. ومع ذلك، يكتشفان أنهما بحاجة إلى موافقة سبيتيج لإتمام الزواج. تجند الفتيات بابس للحصول على موافقة سبيتيج الجشع. يدعو سبيتيج جميع الأشخاص، بما في ذلك دونا لوسيا الحقيقية وإيلا، إلى منزله، حتى يتمكن من التحدث إلى «دونا لوسيا» على انفراد. يكتشف بابس أن إيلا هي الفتاة التي وقع في حبها في مونت كارلو فيحاول الهرب، لكن سبيتيج يمنعه.

### الفصل الثالث

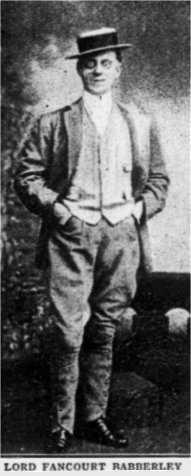
بينلي في دور بابس

ينزعج بابس لوجوده في نفس الغرفة مع الفتاة التي يحبها دون أن يتمكن من التحدث معها. يحاول جاك وتشارلي تهدئته. يقضي بابس وقتًا مع دونا لوسيا الحقيقية وإيلا وإيمي وكيتي، حيث تحرج دونا لوسيا الحقيقية بابس من خلال إظهار مدى ضآلة معرفته عن دونا لوسيا الحقيقية. تحب إيلا دونا لوسيا المزيفة، التي تبدو وكأنها الرجل الذي تحبه، ويدق قلبها لبابس، وتخبره عن معاناة فقدان والدها والرجل الذي اعتنى به في أيام وفاته، اللورد فانكورت بابيرلي. تعترف بأنها تحبه وتتوق لرؤيته مرة أخرى.
يخدع بابس سبيتيج لإعطاء خطاب الموافقة على زواج تشارلي من إيمي وجاك من كيتي من خلال قبولها الزواج من سبيتيج. (حدد والد كيتي أنه إذا تزوجت دون موافقة سبيتيج، فإن سبيتيج سيرث كل المال.) لم يعد بإمكان تشارلي الاستمرار بالكذب ويعترف بأن «دونا لوسيا» ليست عمته الحقيقية. يؤكد بابس كلامه، الذي يقوم بارتداء بدلة رسمية، ويعترف بأنه كان يلعب دور عمة تشارلي. وفي الوقت الذي كان على وشك أن يعيد خطاب الموافقة إلى سبيتيج، تكشف دونا لوسيا الحقيقية عن هويتها وتأخذ الخطاب، قائلة إنها «موجهة إلى دونا لوسيا دالفادوريز وتم تسليمها لها».
يغضب سبيتيج ويهدد بانتزاع الخطاب. تنزعج إيمي من الجميع لأنهم خدعوا عمها. تطمئنها دونا لوسيا وتعطي الفتيات الرسالة. السير فرانسيس ودونا لوسيا مخطوبان (تقدم لها قبل أن يعلم هويتها الحقيقية)؛ يستطيع الشباب الزواج الآن؛ كما يعترف بابس بمشاعره لإيلا.

## الإنتاج

### الإنتاج الأصلي

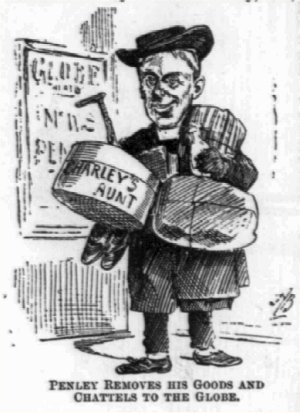
بينلي ينتقل إلى مسرح أكبر لاستيعاب نجاح عمة تشارلي

تم تقديم المسرحية في الأصل في بوري سانت ادموندز في 29 فبراير 1892، بتكليف من الصيد المحلي، الذي رعى تقديم مسرحية جديدة كل عام للاحتفالات الاجتماعية السنوية، والمعروفة باسم «هانت بيسبيك». أنتج بينلي المسرحية ولعب دور اللورد فانكورت بابيرلي، سجلت كل من الصحيفة المحلية والصحيفة المسرحية الوطنية الرائدة ذا إيرا، لقب تشارلي باسم ويكينهام. سرعان ما تم تبسيطه إلى ويكهام. تبع ذلك جولة بالممثلين الأصليين في المقاطعات، بما في ذلك كولشيستر وكامبريدج وشلتنهام، أعاد بينلي صياغة بعض الأدوار، وقدم المسرحية في ديربي في مايو. وكان الطاقم الأصلي في ديربي على النحو التالي:
- ستيفن سبيتيج، عم إيمي، ووصي كيتي، وشرير القصة - هنري كريسب
- العقيد السير فرانسيس تشيسني، والد جاك تشيسني - آرثر ستيان (جيرالد جودفري في ديربي)
- جاك تشيسني، طالب جامعي في جامعة أكسفورد، في حالة حب مع كيتي - ويلتون هيريوت (إتش جي. كارفيل في ديربي)
- تشارلي ويكهام، طالب جامعي في جامعة أكسفورد، في حالة حب مع إيمي - إرنست لوفورد (براندون هيرست في ديربي)
- اللورد فانكورت باببرلي، طالب جامعي انجذب عن غير قصد إلى مخطط جاك وتشارلي - ويليام سيدني بينلي
- براسيت، خادم جاك - هاري نيلسون (بيرسي برو في ديربي) - تشارلز كينج
- دونا لوسيا دالفادوريز، عمة تشارلي من البرازيل - أدا برانسون
- إيمي سبيتيج، ابنة أخت ستيفن سبيتيج الصغيرة - لينا بيرلي (روز نيسبيت في ديربي)
- كيتي فردان، فتاة تحت وصاية ستيفن سبيتيج - دورا دي وينتون
- إيلا ديلاهاي، شابة يتيمة ترافق دونا لوسيا (يحبها اللورد فانكورت) - إميلي كودمور

بعد جولة إقليمية أخرى، قام بينلي بحجز مسرح رويالتي في لندن، الذي أصبح شاغرًا فجأة، وافتتح المسرحية هناك في 21 ديسمبر 1892. أعاد صياغة الأدوار في المسرحية مرة أخرى، باستثناء بعض الأدوار، على النحو التالي:
- ستيفن سبيتيج - إرنست هندريكس
- العقيد تشيسني - براندون توماس[6]
- جاك تشيسني - بيرسي ليندال
- تشارلي ويكهام - هـ. فارمر
- اللورد فانكورت بابيرلي - ويليام سيدني بينلي
- براسيت - سيسيل ثورنبيري
- فوتمان - جي جريفز
- دونا لوسيا - أدا برانسون
- إيمي سبيتيج - كيت جوردون
- كيتي فردان - نينا بوكيكولت
- إيلا ديلاهاي - إميلي كودمور

حققت المسرحية نجاحًا كبيرا، حيث نالت استحسان الجماهير المتحمسة والنقاد الصحفيين. وسرعان ما تم نقلها إلى مسرح غلوب في 30 يناير 1893. وقد حطم الرقم القياسي لعدد 1466 عرضًا على مدار أربع سنوات، وانتهى عرضها في في 19 ديسمبر 1896.

### إعادة إحيائها

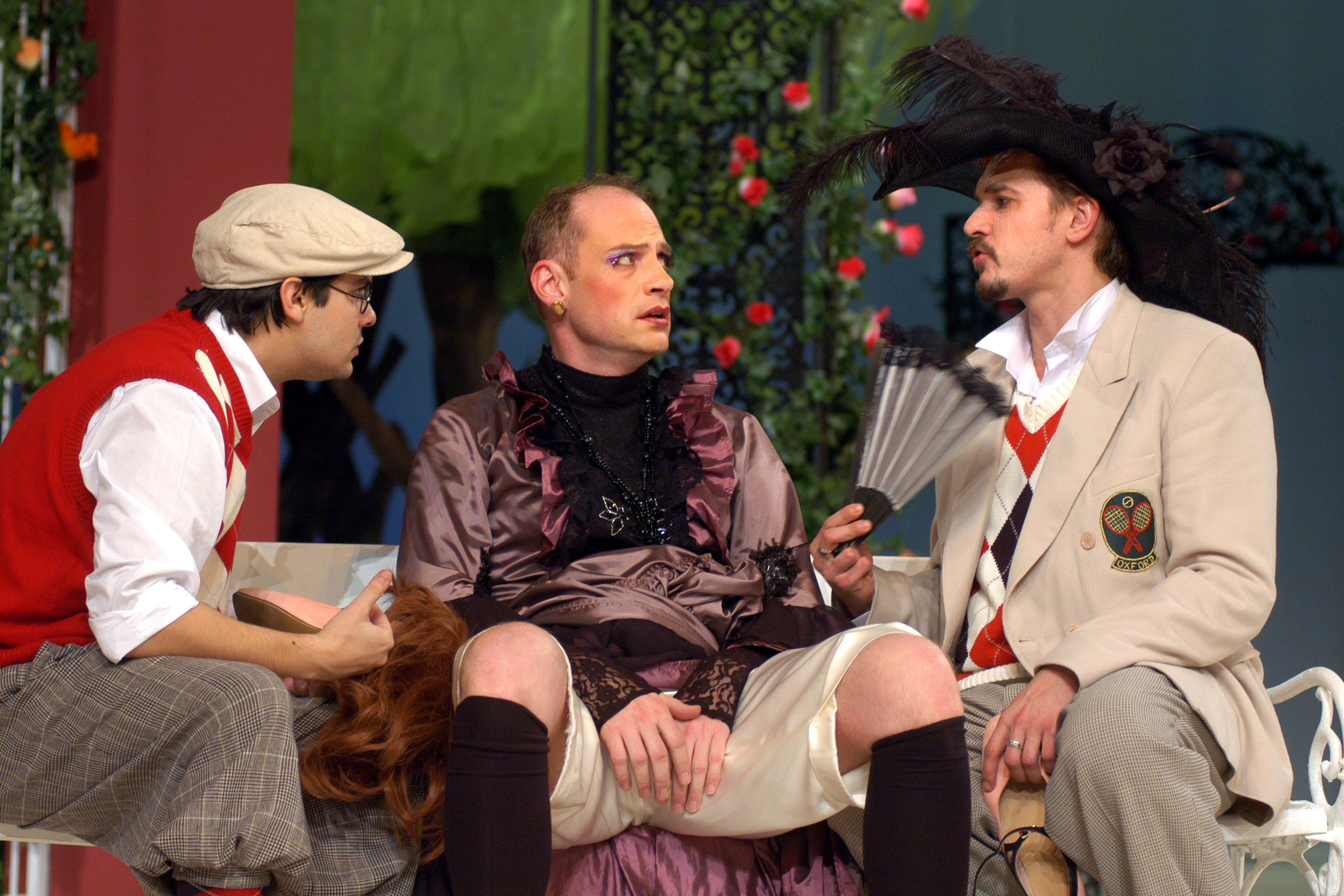
Charleyova teta,تشارليوفا تيتا، ترجمة تشيكية للمسرحية أنتجها مسرح مدينة برنو في عام 2007

في العرض الأصلي في لندن، قامت سبع شركات بجولة للمسرحية في المملكة المتحدة. تم عرض المسرحية بنجاح في جميع أنحاء الدول الناطقة باللغة الإنجليزية، وتم ترجمتها في العديد من البلدان الأخرى. وحققت نجاحًا كبيرًا على مسرح برودواي، وافتتحت في 2 أكتوبر 1893 في المسرح القياسي، بطولة إتيان جيراردوت، حيث استمر عرضها لمدة طويلة تاريخية أخرى مدتها أربع سنوات. وتم إحياؤها في برودواي عدة مرات حتى عام 1970. كما تمت ترجمة عمة تشارلي باللغة الألمانية باسم Charleys Tante  في فايمار في أغسطس 1894. كان أول إنتاج فرنسي La Marraine de Charley كان في الشهر التالي في مسرح كلوني في باريس، حيث تم عرضها لما يقرب من 300 عرض. تم إنتاج المسرحية في برلين كل عيد ميلاد لسنوات عديدة. في عام 1895، سجل المسرح أن عمة تشارلي قد تم عرضها في بلد بعد بلد. «من ألمانيا شقت طريقها إلى روسيا وهولندا والدنمارك والنرويج، وكانت موضع ترحيب حار في كل مكان.»
ظهرت مشاكل بين توماس وبينلي ولجأوا إلى القضاء بشأن ترخيص الإنتاج الأمريكي عام 1898. أكد بينلي أن الفكرة الأصلية للمسرحية كانت فكرته، وأن توماس قد حولها إلى نص مسرحي. وبهذه الذريعة، تفاوض بينلي سراً على صفقة مع المنتج الأمريكي تشارلز فروهمان، والتي أعطت توماس ثلث العائدات فقط. قال بينلي لأحد الصحفيين في عام 1894: «كانت المسرحية فكرتي وكتبها براندون توماس. في وقت لاحق، نزلنا إلى البلد وعملنا فيه. ثم نفذناها على المسرح». على الرغم من هذا الخلاف، واصل بينلي لعب دور فانكورت بابيرلي في العديد من إنتاجات ويست إند حتى تقاعد من التمثيل عام 1901.
أعاد توماس إحياء المسرحية على مسرح هارولد بينتر في لندن عام 1904، ولعب مرة أخرى دور السير فرانسيس تشيسني. أحياها مرة أخرى في عامي 1905 و1908 وفي عام 191، عندما لعبت ابنته إيمي براندون توماس دور كيتي. في سنواتها اللاحقة، لعبت إيمي دور دونا لوسيا في العروض اللاحقة. لعب ابن توماس، جيفان براندون توماس، دور جاك في ثلاث عروض للمسرحية في لندن وأخرج العرض السنوي في لندن من عام 1947 إلى عام 1950. أصرت إيمي براندون توماس على إعداد المسرحية في زمن الوقت الحاضر في كل إحياء للمسرحية، على الرغم من اعتراضات النقاد على أنه من الأفضل لعبها في الفترة الزمنية التي كُتبت فيها. في النهاية، من أجل الإحياء الخاص بويست إند في عام 1949، تم تصميم الفساتين والإعدادات الفيكتورية من قبل سيسيل بيتون. عرضت عروض الإحياءات المستمرة تقريبًا في عدة أماكن في لندن وأماكن أخرى في بريطانيا منذ العروض الخاصة بالإنتاج الأصلي. كما تضمنت إنتاجات اللغات الأجنبية إنتاجًا تشيكيًا عام 2007.
الممثلون الذين لعبوا دور اللورد فانكورت بابيرلي في ويست إند هم ريتشارد جولدين، ليزلي فيليبس، جون ميلز، فرانكي هاورد، توم كورتيناي، جريف ريس جونز، وجون وود. من الفنانين الذين لعبوا أدوار صغيرة في وقت مبكر من حياتهم المهنية نويل كوارد، جون غيلغد، ريكس هاريسون، بيتي مارسدن، رالف مايكل، وجيرالد هاربر. في الولايات المتحدة، لعب بابس في العديد من العروض المختلفة من قبل العديد من الممثلين مثل خوسيه فيرير، رودي ماكدويل وراؤول جوليا.

## الاقتباسات

فيلم سكر هانم هو النسخة المصرية من عمة تشارلي.

تم إصدار أفلام صامتة من المسرحية في عامي 1915 و1925، وكان الأخير يضم سيدني شابلن (شقيق تشارلي تشابلن) وإثيل شانون. تم إصدار فيلم صوتي لاقى قبولًا جيدًا من بطولة تشارلز روجلز في عام 1930. في عام 1934 تم إصدار نسخة ألمانية من فيلم عمة تشارلي؛ من إخراج روبرت أدولف ستيمل، وقام ببطولته فريتز راسب وبول كيمب وماكس جولستورف. لعب آرثر أسكي الدور الرئيسي في الفيلم البريطاني عمة تشارلي (القلب الكبير) عام 1940، والذي طور الحبكة من المسرحية الأصلية. وربما كانت أشهر نسخة فيلمية هي التي صدرت عام 1941، وكانت من إخراج أرشي مايو وبطولة جاك بيني في دور البطولة الرئيسي. وقد غيرت هذه النسخة بشكل طفيف خط الحبكة من الإصدار الأصلي (على سبيل المثال ، تم صياغة بابس لإطلاق إنذار الحريق عن طريق الخطأ في جامعة أكسفورد ويواجه الطرد). كانت قصة المسرحية شائعة في ألمانيا والنمسا، وقد تم طرح أربعة إصدارات لأفلام مختلفة على الأقل: في عام 1934 وعام 1956 (بطولة هاينز رومان)، وعام 1963 (بطولة بيتر الكسندر)، ونسخة تلفزيونية في عام 1976. كما كان هناك نسخة فيلم دنماركية عام 1959 قام ببطولتها ديرش باسر في دور البطولة الرئيسي وبمشاركة أوفي سبروج، وجيتا نوربي، وسوس وولد. يغني باسر في الفيلم أغنية "Det er svært at være en kvinde nu til dags" (بالعربية: «من الصعب أن تكون امرأة في الوقت الحاضر»). لعب باسر دورًا في فيلم Charley's Tante لأول مرة في عام 1958 في مسرح ABC حيث حقق نجاحًا كبيرًا وعُرض لمدة نصف عام. تم إنتاج نسخة نمساوية للفيلم في عام 1963. وفي إسبانيا ، هناك نسخة فيلم عام 1981 من بطولة باكو مارتينيز سوريا بعنوان عمة كارلوس. وعرض في مصر فيلمان مقتبسان: نسخة صامتة عام 1920 باسم الخالة الأمريكانية بطولة علي الكسار، وفيلم صوتي عام 1960 بعنوان سكر هانم بطولة سامية جمال وكمال الشناوي وعمر الحريري وكريمان وعبد المنعم إبراهيم، ومسرحية سكر هانم عام 2010 بطولة أحمد رزق وطلعت زكريا ولبنى عبد العزيز وعمر الحريري.
أقدم اقتباس أوبرالي للمسرحية هو الأوبريت الإسباني La viejecita عام 1897 لمانويل فرنانديز كاباييرو، والذي لا يزال يُعرض في إسبانيا. تمت كتابة دور كارلوس (تشارلي) للوكريسيا أرانا، كتب جيفان براندون توماس نسخة من التمثيل الإيمائي باسم بابس إن ذا وود ، لتسلية طاقم عمل فريق لندن عام 1930 وأصدقائهم. وعلقت صحيفة ذا أوبزرفر، «من الواضح تمامًا أن السيد براندون توماس يمكن أن يكسب رزقًا جيدًا في أي وقت من كوميديا منخفضة - منخفضة جدًا.» نسخة مسرحية موسيقية في برودواي باسم أين تشارلي؟، كتبت بواسطة جورج أبوت وكلمات وألحان فرانك ليوسر، قام ببطولتها راي بولجر في دور تشارلي. تم عرضها بين عامي 1948 و 1950 في مسرح سانت جيمس وعرضت أغنية "Once in Love with Amy" لبولجر. تم تحويل المسرحية الموسيقية إلى فيلم عام 1952 (مع تكرار بولجر لدوره المسرحي) وحققت نجاحًا في لندن بداية من عام 1958 على مسرح بالاس.
في عام 1957 بثت شبكة تلفزيون سي بي إس الأمريكية إنتاجًا مباشرًا كجزء من مسلسل Playhouse 90، بطولة آرت كارني في دور بابس، وأورسون بين في دور تشارلي وجانيت ماكدونالد في دور دونا لوسيا الحقيقية. في الستينيات من القرن الماضي، بثت شبكة تلفزيون بي بي سي ثلاثة عروض مسرحية. الأول عرض في عام 1961، ظهر برنارد كريبينز في دور بابس، دونالد وولفيت في دور سبيتيجو، وروزالي كروتشلي في دور دونا لوسيا. لعب ريتشارد بريريس دور بابس في نسخة عام 1965، وقام بإنتاج نسخة عام 1969 بطولة داني لا رو وكورال براون وروني باركر.
تم إصدار نسخة تلفزيونية سوفييتية عام 1975 بعنوان أهلا، أنا عمتك!. كما صدرت نسخة صينية بعنوان عمة لي تشا، تمت صياغتها لأول مرة كمسرحية موسيقية في عام 2015 ؛ تمت تأديتها أكثر من 500 مرة مع إعادة إحيائها. تم إصدار عمة لي تشا كفيلم صيني يحمل نفس الاسم في عام 2018. كما تشمل الإصدارات الهندية Moruchi Mavshi ، وهي نسخة مراثية من تأليف برالهاد كيشاف أتري ، تم عرضها لأول مرة في عام 1947 ولا تزال تتم إحياؤها، وKhalid Ki Khala، وهي نسخة أردية أقامتها مسرح هندوستاني في عام 1958.